# دیوید فرین
دیوید فرین (انگلیسی: David Frain؛ زادهٔ ۱۱ اکتبر ۱۹۶۲) بازیکن فوتبال اهل بریتانیا است.
از باشگاه‌هایی که در آن بازی کرده‌است می‌توان به باشگاه فوتبال منزفیلد تاون، باشگاه فوتبال استوک‌پورت کانتی، باشگاه فوتبال شفیلد یونایتد، باشگاه فوتبال روچدیل، و باشگاه فوتبال استالی‌بریج سلتیک اشاره کرد.